# 倪以信
倪以信（1946年10月—2023年7月15日），中华人民共和国电力系统专家，中华全国青年联合会原副主席。她是清华大学培养的第一位女博士，同时也是中国工程界第一位女博士。